# Karl Wulzinger
Karl Friedrich Paul Wulzinger (* 29. Juni 1886 in Würzburg; † 26. Mai 1948 in Karlsruhe) war ein deutscher historischer Bauforscher.

## Leben
Karl Wulzinger war der Sohn des Oberrechnungs- und Regierungsrats in München, Ferdinand Wulzinger. 1896/97 besuchte er das Maximiliansgymnasium und anschließend das Realgymnasium in München. Von 1905 bis 1909 studierte er  Architektur an der Technischen Hochschule München. Seit dem Studium war er Mitglied der Studentenverbindung Akademischer Gesangverein München im SV.  Er trat zunächst in den bayerischen Staatsbaudienst ein und arbeitete unter Friedrich von Thiersch am Erweiterungsbau der Technischen Hochschule. 1911 folgte eine achtmonatige Studienreise nach Konstantinopel und Kleinasien. 1913 promovierte Wulzinger bei Cornelius Gurlitt an der Technischen Hochschule Dresden mit der Dissertation Drei Bektaschi-Klöster Phrygiens. 1912 bis 1914 arbeitete er als Grabungsarchitekt in Milet unter dem Archäologen Theodor Wiegand, anschließend leistete er seinen Kriegsdienst, zunächst 1914 bis 1916 in den Vogesen und 1916 bis 1918 wiederum unter Theodor Wiegand im Deutsch-Türkischen Denkmalschutzkommando in Syrien, Palästina und dem nördlichen Sinai.
Nach Habilitation (1914) und Lehrtätigkeit (1919) an der Technischen Hochschule in München war Wulzinger seit 1920 ordentlicher Professor für Kunst- und Baugeschichte an der Technischen Hochschule Karlsruhe, deren Rektor er 1928/29 war. 1937 wurde er Mitglied der NSDAP, 1945 wurde er daher suspendiert, 1946 jedoch wieder eingestellt. Nachfolger Wulzingers wurde 1950 sein früherer Assistent Arnold Tschira.

## Publikationen
- Drei Bektaschi-Klöster Phrygiens. Technische Dissertation (Technische Hochschule Dresden). Ernst Wasmuth, Berlin 1913.
- mit Walter Bachmann, Carl Watzinger und Theodor Wiegand: Petra (= Wissenschaftliche Veröffentlichungen des deutsch-türkischen Denkmalschutz-Kommandos. Heft 3), de Gruyter, Berlin/Leipzig 1921.
- mit Carl Watzinger: Damaskus. Die antike Stadt (= Wissenschaftliche Veröffentlichungen des deutsch-türkischen Denkmalschutz-Kommandos. Heft 4). de Gruyter,  Berlin/Leipzig 1921.
- mit Alexander Raymund: Alttürkische Keramik in Kleinasien und Konstantinopel. Bruckmann, München 1922.
- mit Carl Watzinger: Damaskus. Die islamische Stadt von Karl Wulzinger und Carl Watzinger. (= Wissenschaftliche Veröffentlichungen des deutsch-türkischen Denkmalschutz-Kommandos. Heft 5). Walter de Gruyter & Co., Berlin/Leipzig 1924.
- Byzantinische Baudenkmäler zu Konstantinopel, auf der Seraispitze, die Nea, das Tekfur-Serai und das Zisternenproblem. Lafaire, Hannover 1925.
- Die Piruz-Moschee zu Milas: Ein Beitrag zur Frühgeschichte osmanischer Baukunst. In: Festschrift zur Hundertjahrfeier der Technischen Hochschule Karlsruhe. C.F.Müller, Karlsruhe 1925.
- Einige Werke weltlicher und geistiger Kunst zu Ettlingen. In: Ettlingen einst und jetzt. Eine Festgabe zum 700-jährigen Stadtjubiläum. G.Braun, Karlsruhe-Ettlingen 1927.
- Kunst und Technik. In: Zum technischen Studium. Karlsruher Studentendienst, Karlsruhe 1929.
- Baugeschichte in Lehre und Forschung. Festrede gehalten anlässlich des Rektoratswechsels am 1. Dezember 1928. C.F. Müller, Karlsruhe 1929 (Karlsruher akademische Reden; 1), urn:nbn:de:bsz:31-139634.
- Kunststätten in der Umgebung Karlsruhes. In: Karlsruher Hochschulführer 1930/31.
- Die Apostelkirche und die Mehmedije zu Konstantinopel. In: Byzantion Bd. 7, Bruxelles 1932, S. 7–39.
- Die Macellum-Dupondien des Nero. In: Numismatik 2, Kress & Hornung, München 1933.
- mit Paul Wittek, Friedrich Sarre: Das islamische Milet (= Milet. Ergebnisse der Ausgrabungen und Untersuchungen seit dem Jahre 1899 Band III, Heft 4). de Gruyter, Berlin 1935.
- Fritz Krischen: Antike Rathäuser. Unter Mitarbeit von Karl Wulzinger und Armin von Gerkan. In: Studien zur Bauforschung, Heft 4. Mann. Berlin 1941.
- Grundsätzliches zur Betrachtung alter Architekturen, in: Frontmitteilungen. NSD Studentenbund, Technische Hochschule Friedericiana Karlsruhe 1944,4.